# Kashmireumatidae
Kashmireumatidae är en familj av mångfotingar. Kashmireumatidae ingår i ordningen vinterdubbelfotingar, klassen dubbelfotingar, fylumet leddjur och riket djur. Enligt Catalogue of Life omfattar familjen Kashmireumatidae 6 arter. 
Kladogram enligt Catalogue of Life:
| Kashmireumatidae | \| \| Kashmireuma \| \| \| \| \| \| Vieteuma \| \| \| \| |
|                  | \| \| Kashmireuma \| \| \| \| \| \| Vieteuma \| \| \| \| |
|                  | Kashmireuma                                              |
|                  |                                                          |
|                  | Vieteuma                                                 |
|                  |                                                          |